# Balzar City Fútbol Club
El Balzar City Futbol Club, más conocido como Balzar City, es un club de fútbol profesional ecuatoriano originario del cantón Balzar, provincia del Guayas. Fue fundado el 23 de diciembre de 2019 por atletas pertenecientes de dicho cantón. Actualmente juega en la Segunda Categoría de Ecuador.
Está afiliado a la Asociación de Fútbol del Guayas.

## Datos del Club
- Temporadas en Segunda Categoría: 2 (2024-presente).

## Auspiciantes
- Actualizado al 2025.

Esta es la cronología de las marcas y patrocinadores de la indumentaria del club.
| Período | Proveedor   |
| ------- | ----------- |
| 2024    | Boman       |
| 2025    | Diseños Art |

| Período | Patrocinador       |
| ------- | ------------------ |
| 2024    | JP Multiservicios  |
| 2025    | Alcaldía de Balzar |

## Palmarés

### Torneos provinciales
| Competición                  | Competición | Títulos | Subcampeonatos |
| ---------------------------- | ----------- | ------- | -------------- |
| Segunda Categoría del Guayas | (0/0)       |         |                |